# Loriot d'Halmahera
Oriolus phaeochromus
Espèce
Statut de conservation UICN

 LC  : Préoccupation mineure
Le Loriot d'Halmahera (Oriolus phaeochromus) est une espèce de passereau de la famille des Oriolidae.

## Répartition
Il est endémique en Indonésie.

## Habitat
Il habite les forêts humides tropicales et subtropicales.